# Termitereca singularis
Termitereca singularis is een hooiwagen uit de familie Assamiidae.